# AKB48西武巨蛋演唱會
AKB48 好嘞～出發嘍～！in 西武巨蛋（日語：AKB48 よっしゃぁ～行くぞぉ～! in 西武ドーム），通稱AKB48西武巨蛋演唱會，簡稱西武公演，是日本音樂團體AKB48在2011年7月22日至2011年7月24日於西武巨蛋舉行的AKB48公演。

## 概要
2011年5月29日，AKB48在橫濱球場舉行的《Everyday、髮箍》全國握手會中宣佈在7月22日至7月24日間於西武巨蛋舉行演唱會。這次是AKB48成立六年以來首次於巨蛋舉行演唱會，姊妹組合SKE48、NMB48和SDN48也有參與，演唱會歷時3天總共有9萬人次觀看。期間，AKB48發佈了阿部マリア和入山杏奈升格Team 4，以及任命大場美奈為Team 4隊長的消息，也有研究生佐佐木優佳里模仿CG成員江口愛實登場，與此同時也舉行了AKB48第24張單曲選拔猜拳大會的抽籤儀式。11月8日，演唱會部分影像在NHK綜合頻道播出。

## DVD
演唱會的DVD在2011年12月28日由AKS發行，分為特別BOX、第一公演、第二公演、第三公演和精華盤，總共五個版本。其中，特別BOX包含三場公演和製作特輯總共7張DVD、132頁寫真集和5張生寫真，其餘則各包含兩張DVD和一張生寫真。另外，購買者可獲贈限量原創筆袋一個，分為前田敦子、大島優子、柏木由紀、篠田麻里子、渡邊麻友、小嶋陽菜、高橋みなみ、板野友美、指原莉乃、宮澤佐江、高城亞樹、北原里英、峯岸みなみ、河西智美、秋元才加和佐藤亞美菜版本，每個版本再分為紅綠藍三色。相關的宣傳廣告遍布東京各處，其中包括秋葉原電器街、澀谷站和表參道站等等。
特別BOX在發行首週以7.1萬銷量取得OriconDVD週榜冠軍，而精華盤憑0.9萬銷量取得第11位、第三公演憑0.9萬銷量取得第13位、第二公演憑0.4萬銷量取得第23位和第一公演憑0.3萬銷量取得第29位，總共5張DVD同時打入首100位，打破由MAX、森高千里、濱崎步和SPEED以3張DVD保持的紀錄。與此同時，特別BOX以1萬8900日元的售價成為DVD榜自1999年4月以來金額最高的週榜冠軍。

## 曲目
| 次序 | 第一公演                | 第二公演                | 第三公演                |
| ---- | ----------------------- | ----------------------- | ----------------------- |
| 1    | overture                | overture                | overture                |
| 2    | 鬥魂                    | Flower                  | 少女們                  |
| 3    | 青春在不覺間逝去        | Dear J                  | High school days        |
| 4    | 馬路須加學園頂尖藍調    | 突然間                  | Overtake                |
| 5    | 真假搖滾                | 觸不到的唇…             | 戀愛馬戲團              |
| 6    | 少女們                  | Cry                     | 我能做的事              |
| 7    | High school days        | 笨拙的媚眼              | Flower                  |
| 8    | 任性的收藏品            | 太遜了I love you!       | 突然間                  |
| 9    | 人魚假期                | 週末Not yet             | 你和我的關係            |
| 10   | 風的去向                | 破浪刨冰                | 笨拙的媚眼              |
| 11   | 適可而止的建議          | 戀愛馬戲團              | 任性的收藏品            |
| 12   | 你和我的關係            | 推Team B                | 人魚假期                |
| 13   | 戀愛馬戲團              | 大家一起來              | 觸不到的唇…             |
| 14   | 我能做的事              | 可以做你的女友嗎？      | 風的去向                |
| 15   | Overtake                | 我能做的事              | 適可而止的建議          |
| 16   | 萬歲Venus               | 化作滾石吧              | Cry                     |
| 17   | 翡翠色的沙灘裙          | AKB參上！               | 太遜了I love you!       |
| 18   | 1！2！3！4！ 請多關照！ | 摩天樓的距離            | 破浪刨冰                |
| 19   | 絕滅黑髮少女            | Overtake                | 愛的跳躍                |
| 20   | 青春的說唱時間          | 萬歲Venus               | 推Team B                |
| 21   | MIN·MIN·MIN             | 翡翠色的沙灘裙          | ALIVE                   |
| 22   | 野菜占卜                | 1！2！3！4！ 請多關照！ | 化作滾石吧              |
| 23   | 黃金中心                | 絕滅黑髮少女            | AKB參上！               |
| 24   | Anti                    | 青春的說唱時間          | 與核桃對話              |
| 25   | 檸檬的年紀              | MIN·MIN·MIN             | 翡翠色的沙灘裙          |
| 26   | 迷你裙的妖精            | 野菜占卜                | 1！2！3！4！ 請多關照！ |
| 27   | 初戀捉迷藏              | 我的太陽                | 絕滅黑髮少女            |
| 28   | Everyday、髮箍          | 想見你                  | 青春的說唱時間          |
| 29   | BINGO!                  | Everyday、髮箍          | 妳正在看着夕陽嗎？      |
| 30   | 驚喜之淚！              | 現在開始 Wonderland     | 人的力量                |
| 31   | 因為喜歡你              | 妳正在看着夕陽嗎？      | 大聲鑽石                |
| 32   | 10年櫻                  | BINGO!                  | BINGO!                  |
| 33   | Maybe是藉口             | 驚喜之淚！              | 想見你                  |
| 34   | 馬尾與髮圈              | RIVER                   | 驚喜之淚！              |
| 35   | 無限重播                | Beginner                | 因為喜歡你              |
| 36   | 飛翔入手                | 10年櫻                  | RIVER                   |
| 37   | RIVER                   | Maybe是藉口             | Beginner                |
| 38   | Beginner                | 馬尾與髮圈              | 10年櫻                  |
| 39   | 不能與你相擁            | 無限重播                | Maybe是藉口             |
| 40   | 冰淇之吻                | 飛翔入手                | 馬尾與髮圈              |
| 41   | 現在開始 Wonderland     | 鬥魂                    | 無限重播                |
| 42   |                         | 青春在不覺間逝去        | 飛翔入手                |
| 43   | －                      | 馬路須加學園頂尖藍調    | 冰淇之吻                |
| 44   | －                      | 真假搖滾                | 不能與你相擁            |
| 45   | －                      | 不能與你相擁            | 就是在這                |
| 46   | －                      | 少女們                  | Everyday、髮箍          |
| 47   | －                      | －                      | 想見你                  |